# Pakhal
Pakhal és un llac artificial del districte de Warangal a l'estat d'Andhra Pradesh rodejat de muntanyes pel nord, sud i est; té una superfície de 5.500 per 7.500 metres i la presa uns 1.500 metres. La superfície és de 34 km². Al costat hi ha les ruïnes del pavelló anomenat Shitab Khan. La profunditat era entre 10 i 12 metres.